# سرطان كماني أوروغواني
سرطان كماني أوروغواني (الاسم العلمي: Uca uruguayensis) هو نوع من الحيوانات يتبع جنس السرطان الكماني من فصيلة السرطانات الشبحية.